# Soiuz 11

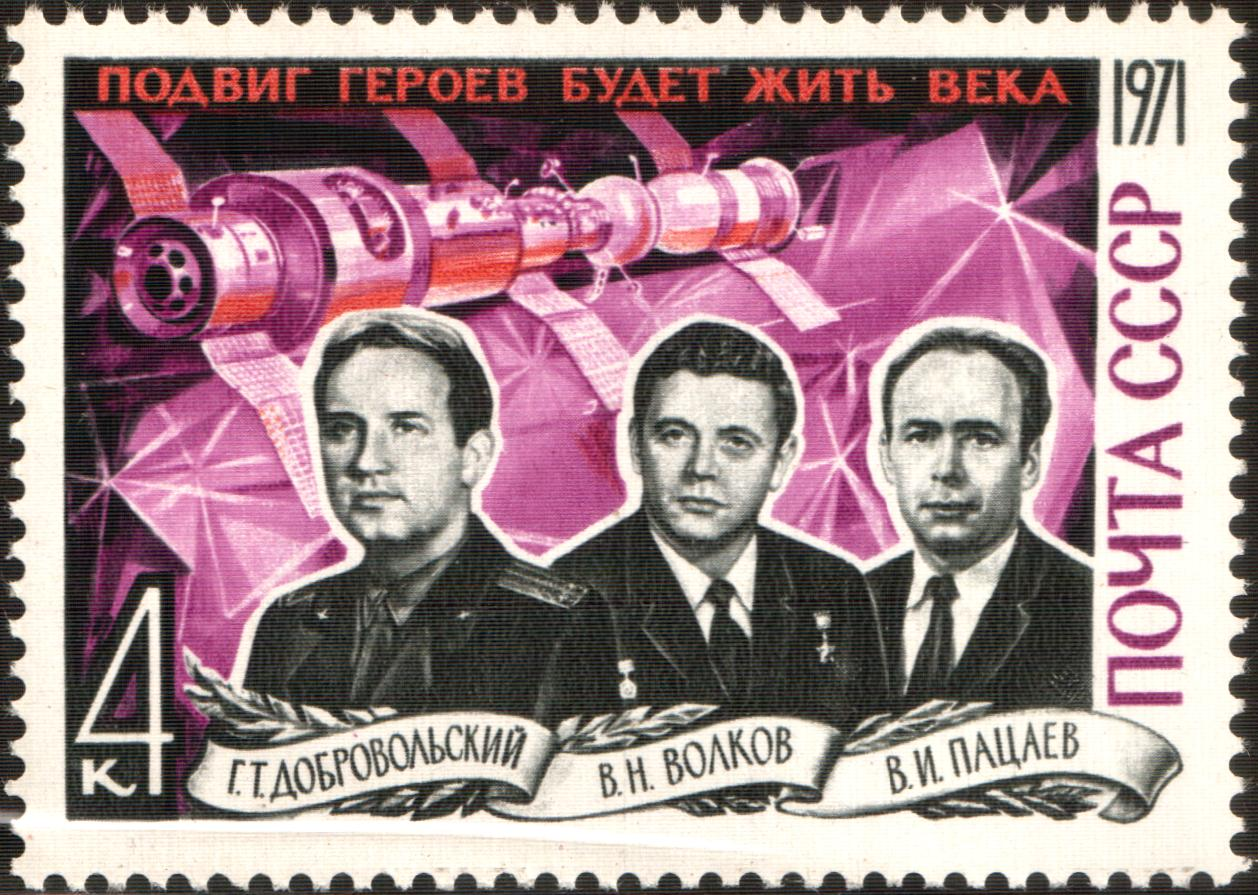
Segell commemoratiu de la missió

Soiuz 11 (en rus Союз 11, Unió 11) fou una missió espacial que per primera vegada reeixí a visitar la primera estació espacial, Saliut 1. Tanmateix en la tornada va patir un accident mortal que costà la vida als tres tripulants de la nau. L'accident va estar motivat per la despressurització de la càpsula espacial durant la preparació per entrar en l'atmosfera terrestre. Aquestes han estat les úniques morts d'astronautes ocorregudes a l'espai (no pas en l'alta atmosfera). Els tripulants s'anomenaven Vladislav Vólkov, Georgui Dobrovolski i Víktor Patsàiev.

## Algunes dades de la missió
Dins del Programa Soiuz aquesta missió va ser llançada el 7 de juny de 1971 des del cosmòdrom de Baikonur en l'aleshores la República Socialista Soviètica del Kazakhstan. la missió anterior Soiuz 10, havia fallat en el seu intent d'arribar a la Saliut. La Soiuz 11, va arribar però amb èxit a la Saliut 1 el 7 de juny de 1971, els cosmonautes van romandre a bord de l'estació espacial durant 22 dies un rècord d'estada que només es superaria el 1973 amb l'Skylab 2.

## Mort de la tripulació
El 30 de juny de 1971 després d'una aparent normalitat en la tornada a la terra en obrir la càpsula van ser trobats els tres tripulants morts. Es va comprovar que havia fallat una vàlvula de ventilació i els cosmonautes van morir per sufocació.
Els astronautes soviètics van rebre honors i un funeral d'estat, essent enterrats al cementiri del Kremlin a la Plaça Roja a Moscou, prop de les restes mortals de Iuri Gagarin. També es batejà un cràter de la Lluna amb els seus noms.